# Missing You
"Missing You" är en låt inspelad av sångarna Brandy Norwood, Tamia, Gladys Knight och Chaka Khan. Den skrevs av Barry Eastmond och Gordon Chambers och producerades av Eastmond. Låten spelades in till soundtrackalbumet till den amerikanska actionfilmen Set It Off och gavs ut som projektets huvudsingel den 6 augusti 1996. "Missing You" är en ballad som berättar om en stark vänskap mellan fyra kvinnor, inspirerad av handlingen i filmen.
"Missing You" hade varierande framgångar på de amerikanska Billboard-listorna. Den nådde plats 25 på Billboard Hot 100 och blev en topp tio-hit på förgreningslistan Hot R&B/Hip-Hop Songs. I Nya Zeeland blev låten en större framgång, där den nådde andraplatsen på landets singellista och tilldelades ett platinacertifikat av RIANZ. "Missing You" mottog en Grammy Award-nominering i kategorin "Best Pop Collaboration with Vocals" år 1997. En musikvideo till låten filmades och regisserades av F. Gary Gray. Videon premiärvisades på amerikansk TV i augusti 1996.

## Bakgrund och inspelning
Den 6 november 1996 hade det amerikanska kriminaldramat Set It Off biopremiär i USA. I filmen spelade Jada Pinkett Smith, Queen Latifah, Vivica A. Fox och Kimberly Elise fyra vänner som beger sig ut på en resa för att råna banker. Innan premiären arbetade New Line Cinema med skivbolaget Eastwest Records på ett soundtrackalbum som skulle ges ut före filmen. Flera av 90-talets mest populära kompositörer bidrog med material till projektet, däribland Dr. Dre, Organized Noize, Pras Michel och Keith Crouch.
Elektra Records ordförande Sylvia Rhone handplockade den amerikanska låtskrivaren Barry Eastmond för att skriva texten till "Missing You". Vid en tillbakablick berättade Eastmond för Billboard: "Jag har en film som jag behöver en låt till och du är precis rätt person att skriva den." Rhone flög Eastmond till Los Angeles för att visa en tidig version av filmen. Under filmens gång kom han på låttexten. Nykomlingarna Brandy Norwood och Tamia valdes ut att framföra låten tillsammans med de äldre veteranerna Gladys Knight och Chaka Khan. Gordon Chambers producerade låten med Bill Smith, Carl Nappa, Manny Marroquin och Stan Wallace som ljudtekniker.

## Komposition och låttext
"Missing You" är en ballad med inslag av både pop och R&B. Den har en speltid på fyra minuter och tjugotvå sekunder (4:22). I låten sjunger framförarna om stark vänskap och saknaden av bortgångna nära och kära med textrader som: "Though I'm missing you/ I'll find away to get through/ Living without you/ 'cause you were my sister, my strength and my pride/ Only god may know why, still I will get by".

## Lansering och mottagande
| Gladys Knight och Chaka Khan medverkade båda på låten. |  | Gladys Knight och Chaka Khan medverkade båda på låten. |
| Gladys Knight och Chaka Khan medverkade båda på låten. |  |                                                        |

Medan albumet planerades för utgivning den 24 september 1996 gavs "Missing You" ut som huvudsingeln från projektet den 6 augusti. Vid utgivningen av låten kommenterade Rhone: "Den här singeln gav oss möjligheten att kombinera sångtalanger av 'old school' och 'new school' samtidigt som vi återspeglar filmens handling, om fyra kvinnor".
Tracy E. Hopkins, en skribent från den amerikanska tidskriften Vibe Magazine, lyfte fram "Missing You" som en av de "starkare" låtarna på Set It Off. I november 1996 rankade den amerikanska tidskriften Jet Magazine låten på femteplatsen på deras lista Jet Top 20 Singles. Vid 1997 års Grammy Award var "Missing You" nominerad i kategorin "Best Pop Collaboration with Vocals" men förlorade utmärkelsen till "Free as a Bird" av The Beatles. Låten blev Tamias tredje Grammy-nominering i rad, vilket hjälpte till att öka förväntningarna på hennes självbetitlade debutalbum.
Den 24 augusti 1996 gick "Missing You" in på den amerikanska singellistan Billboard Hot 100. Den noterades då på plats 62 och erhöll titeln "Hot Shot Debut", en term som används av Billboard för att beskriva veckans högsta debut på listan. I början av oktober samma år nådde den plats 25 på listan, vilket blev dess topposition. "Missing You" åtnjöt ännu större framgångar på Billboards förgreningslista Hot R&B/Hip-Hop Songs där den gick in på plats 31 den 24 augusti. Följande vecka ökade försäljningen av singeln med 57 procent, vilket bidrog till att den klättrade till plats 22 och erhöll titeln "Greatest Gainer". Den 26 oktober nådde "Missing You" sin högsta placering på listan; tiondeplatsen, en position den behöll i tre veckor framöver.
I Nya Zeeland gick låten in på sjätteplatsen på landets officiella singellista den 29 september 1996. I slutet av oktober nådde den andraplatsen, vilket blev dess topposition på listan. "Missing You" uppehöll sig på listan i 18 veckor certifierades slutligen platina av RIANZ för 15 000 exemplar skickade till affär.

## Musikvideo
En musikvideo till "Missing You" filmades. Den regisserades av F. Gary Gray och premiärvisades på amerikansk TV i augusti 1996. I videon, som inte har någon egentlig handling, ses Norwood, Tamia, Knight och Khan framföra sina respektive delar av låten på olika platser. I de första scenerna står Norwood på en kulle intill ett träd och framför sina verser bärandes en röd kavaj. I följande klipp framför Tamia sin sång på ett öppet fält i en grön klänning. Sekvenser från filmen Set It Off visas växelvis med dessa scener. Knight står på en träbro och introduceras mot låtens mitt. I följande sekvenser introduceras även Khan som framför sina verser på klippor vid havet.

## Låtlista
| 1.           | "Missing You" (Radio Version)       | 4:12  |
| 2.           | "Missing You" (Acappella Intro Mix) | 4:26  |
| 3.           | "Missing You" (Mellow Acoustic Mix) | 4:14  |
| Total längd: | Total längd:                        | 12:52 |

| 1.           | "Missing You" (Radio Version)       | 4:12  |
| 2.           | "Missing You" (Acappella Intro Mix) | 4:26  |
| 3.           | "Missing You" (Mellow Acoustic Mix) | 4:14  |
| 4.           | "Missing You" (Instrumental)        | 4:13  |
| 5.           | "Missing You" (LP Version)          | 4:22  |
| Total längd: | Total längd:                        | 20:87 |

## Medverkande
Information hämtad från studioalbumets skivhäfte
- Brandy Norwood – huvudsång, bakgrundssång
- Tamia Washington – huvudsång, bakgrundssång
- Gladys Knight – huvudsång, bakgrundssång
- Chaka Khan – huvudsång, bakgrundssång
- Cindy Mizelle – bakgrundssång
- Gordon Chambers – bakgrundssång, låtskrivare, arrangör
- La Juan Carter – bakgrundssång
- Bill Smith – ljudtekniker
- Carl Nappa – ljudtekniker
- Manny Marroquin – ljudtekniker
- Stan Wallace – ljudtekniker
- Colin Sauer – assisterande ljudtekniker
- Greg Pinto – assisterande ljudtekniker
- Kevin Stone – assisterande ljudtekniker
- Rick Alvarez – assisterande ljudtekniker
- Steve Genewick – assisterande ljudtekniker
- Phil Hamilton – akustisk gitarr
- Erik Zobler – ljudmix
- Al Brown – stränginstrument
- Barry Eastmond – låtskrivare, producent, arrangör, ljudtekniker, syntprogrammering, trumprogrammering, stränginstrument
- Eric Rehl – syntprogrammering

## Topplistor
| Lista (1996)                          | Högsta placering |
| ------------------------------------- | ---------------- |
| Nya Zeeland (Recorded Music NZ)       | 2                |
| USA Billboard Hot 100                 | 25               |
| USA Hot R&B/Hip-Hop Songs (Billboard) | 10               |

## Certifikat
| Nya Zeeland (RIANZ)             | Platina | 15 000^ |
| ^siffror baserade på certifikat |         |         |

## Utgivningshistorik
| Region         | Datum          | Format      | Skivbolag                        |
| -------------- | -------------- | ----------- | -------------------------------- |
| USA            | 6 augusti 1996 | CD          | Elektra / WEA International Inc. |
| Frankrike      | 6 augusti 1996 | CD          | Elektra / WEA International Inc. |
| Kanada         | 6 augusti 1996 | CD, kassett | Elektra / WEA International Inc. |
| Japan          | 6 augusti 1996 | CD, kassett | Elektra / WEA International Inc. |
| Storbritannien | 8 augusti 1996 | CD, kassett | WEA International Inc.           |